# Pacific Coastal Airlines
Pacific Coastal Airlines — канадська авіакомпанія місцевого значення зі штаб-квартирою у місті Річмонд (Британська Колумбія), виконує регулярні пасажирські, чартерні та вантажні повітряні перевезення по населених пунктах провінції.
Головними транзитними вузлами (хабами) авіакомпанії є Міжнародний аеропорт Ванкувер і Аеропорт Порт-Харді.

## Історія
Авіакомпанія була заснована в 1979 році в результаті злиття двох незалежних перевізників — авіакомпанії Powell Air і підрозділи Air BC, який працював у місті Порт-Харді.
1 квітня 1998 року Pacific Coastal Airlines придбала активи іншого місцевого авіаперевізника Wilderness Airlines.
Станом на березень 2007 року в штаті Pacific Coastal Airlines працювало 300 співробітників.

## Пункти призначення

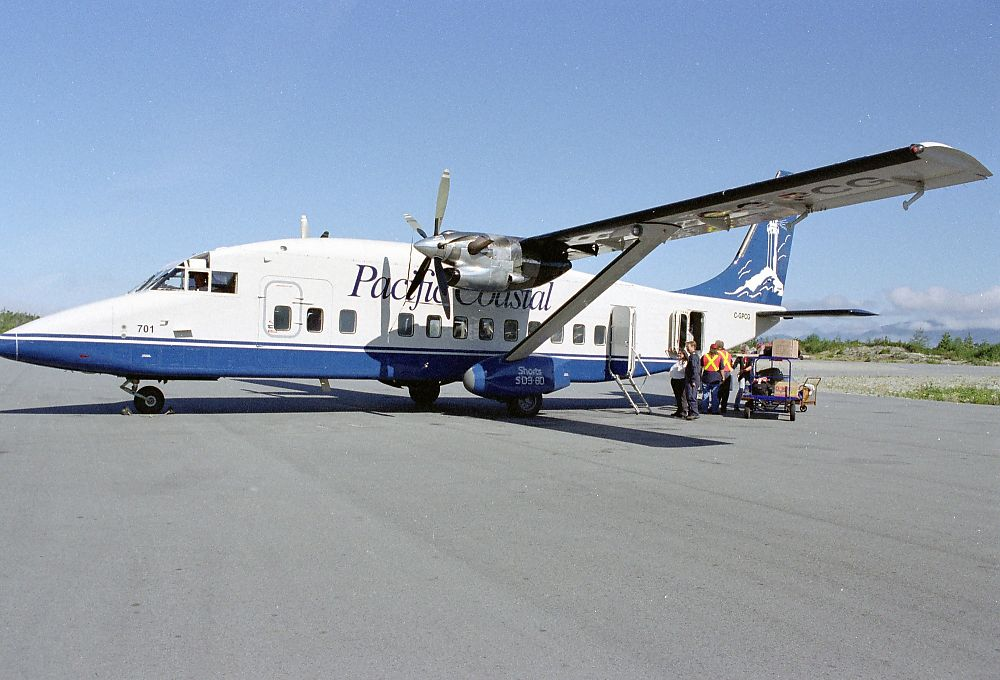
Shorts 360 авіакомпанії Pacific Coastal Airlines у населеному пункті Белла-Белла, Британська Колумбія

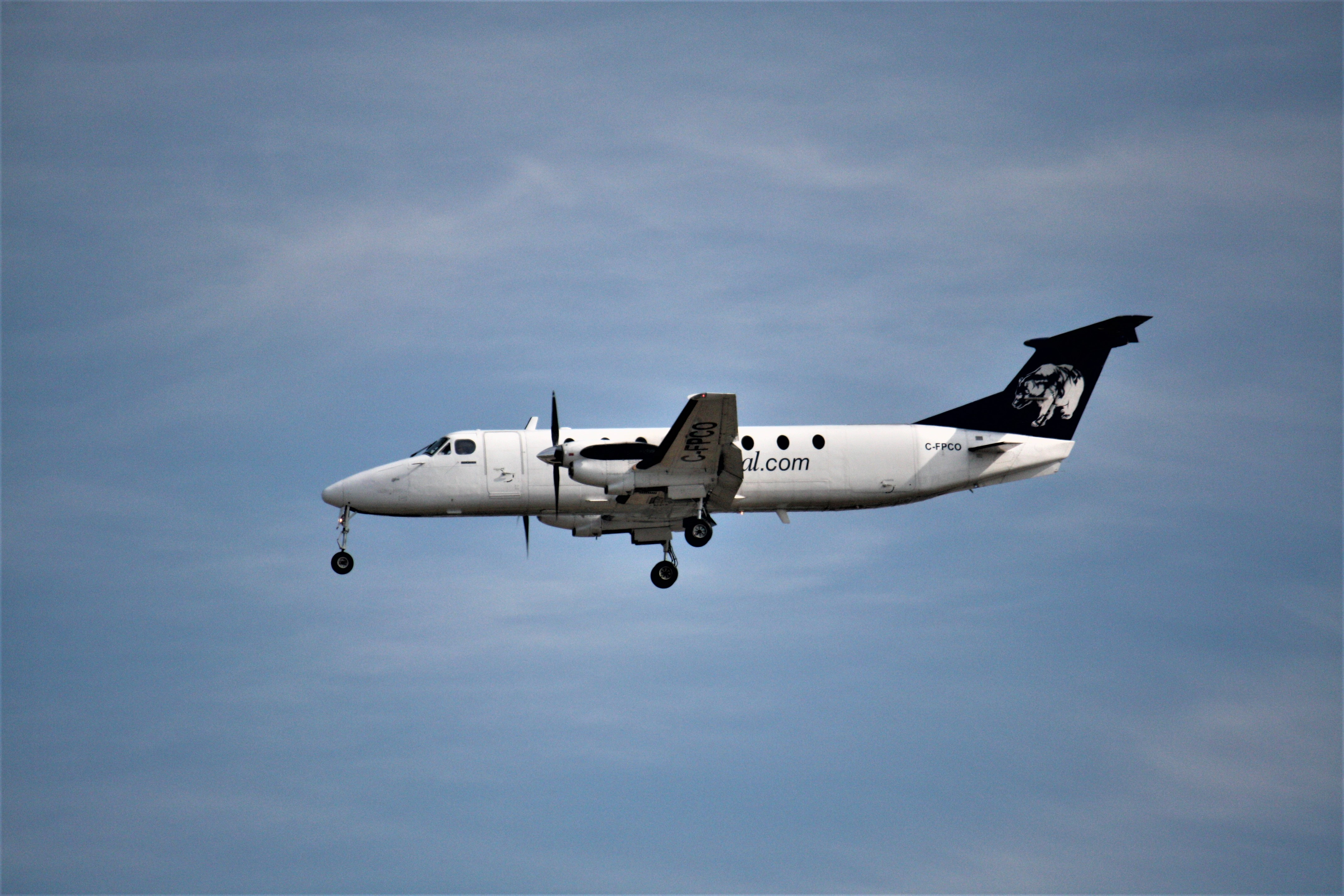
Beechcraft 1900C Pacific Coastal Airlines в заході на посадку в Міжнародному аеропорту Ванкувера

У січні 2010 року маршрутна мережа регулярних пасажирських рейсів авіакомпанії Pacific Coastal Airlines включала в себе наступні населені пункти Британської Колумбії:
- Анахім-Лейк
- Белла-Белла
- Белла-Коола
- Кемпбелл-Рівер
- Комокс
- Кранбрук
- Клемту
- Массет
- Порт-Харді
- Пауелл-Рівер
- Трейл
- Вікторія
- Ванкувер
- Вільямс-Лейк

## Флот
Станом на грудень 2008 року повітряний флот авіакомпанії Pacific Coastal Airlines становили такі літаки:
На 23 листопада 2009 року п'ять літаків Saab 340A були виставлені на реалізацію.

## Авіаподії і нещасні випадки
- 28 листопада 2007 року. Екіпаж літака Short 360, вилетів з Міжнародного аеропорту Вікторія, повідомив про проблеми з індикацією випуску шасі. Лайнер виконав розворот і щасливо здійснив посадку в аеропорту вильоту[5]
- 3 серпня 2008 року. Літак Grumman Goose з сімома пасажирами і членами екіпажу розбився під час польоту з аеропорту Порт-Харді в Чаміс-Бей через 10 хвилин після зльоту. Лайнер був повністю зруйнований виниклою пожежею, двом людям вдалося вижити.[6]
- 16 листопада 2008 року. Літак Grumman Goose з вісьмома пасажирами і членами екіпажу при виконанні чартерного рейсу з Міжнародного аеропорту Ванкувера на майданчик будівельної фірми Plutonic Power Corp (район Тоба-Інлет) зіткнувся з пагорбами острова Саут-Торманбі і згорів в результаті виниклої пожежі. Одній людині вдалося вижити.[7][8][9][10]